# Universidad Central (Parada)
La parada Universidad Central forma parte del Corredor Sur Occidental, en Quito, Ecuador.
Opera con distintas líneas la cual tiene un intervalo de cada 1 minuto. Con estas se conectan hacia el norte y el sur. Esta estación transporta más de 1000 pasajeros al día. Entre ellos se encuentran los universitartios. Casi todas las líneas operan en esta parada, conectándola de norte a sur, y de sur a norte.

## Ubicación
Está ubicada en el occidente de la ciudad, sobre la Avenida América.

## Etimología
Se llama así por la ubicación al frente de la Universidad Central del Ecuador.
- Datos: Q16644453